# Club de Pelotaris de Massalfassar
El Club de Pelotaris de Massalfassar és una entitat esportiva del municipi de Massalfassar, a la comarca de l'Horta Nord, que fomenta la pràctica de les diferents modalitats de la pilota valenciana i que ha estat un dels clubs més reconeguts de la història de la pilota.
Per al foment de l'esport de base i el treball d'una pedrera pròpia, els dos club originaris disposaven d'una escola de pilota des de l'any 1994 per consolidar el futur immediat de l'esport a la població de Massalfassar. Els xiquets de l'escola de pilota valenciana participen habitualment en el Jocs Esportius de la Generalitat Valenciana a les modalitats de frontó valencià, galotxa i escala i corda i també en el Trofeu el Corte Inglés de galotxa. L'escola de pilota valenciana de Massalfassar usa les instal·lacions municipals, com ara el trinquet, el carrer i els frontons, per a dur a terme el pla d'entrenaments i competició dels diferents equips del poble de Massalfassar.
L'actual club és el fruit de la fusió l'any 2008 de dues entitats històriques a Massalfassar, el Club de Pelotaris de Masalfasar i el Club de Pilota Valenciana de Massalfassar ambdós de Massalfassar i que han treballat pel foment de la pilota valenciana des de l'any 1980 i el 1992 respectivament fins a unir-se en un sol club.